# Henner Hoier
Henner Hoier (* 19. April 1945 in Adendorf) ist ein deutscher Komponist, Sänger und Gitarrist. Er ist vor allem als Mitglied der Rivets, der Rattles und der Les Humphries Singers bekannt.

## Biografie
Hoier begann seine Karriere 1964 im Star-Club in Hamburg als Leadsänger und Gitarrist der Gruppe Rivets. Vier Jahre sang und spielte er mit dieser Gruppe und gestaltete mit ihnen die Vorprogramme berühmter Tourneen von Jimi Hendrix, The Who oder The Rolling Stones unter anderem auch in Europa. 1998 widmeten die Rolling Stones ihm unter Henner Hoier & The Rivets in ihrem Buch sechs Seiten.
1968 schloss er sich den Rattles an und unternahm mit ihnen Tourneen durch Europa. Hoier war der Leadsänger auf dem Rattles-Titel The Witch, der 1969 erstmals als B-Seite der Single Geraldine erschien. Bis Anfang 1970 blieb er der Sänger der Rattles, dann wurde er Mitglied der Les Humphries Singers. 1971 machte er sich als Sänger selbstständig.

### Solokarriere
1970 veröffentlichte er deutschsprachige Versionen von The Witch und Geraldine (Telefunken U 56 122). Es folgten Annabella (im Original von Soulful Dynamics) und die deutsche Version des Hits Beautiful Sunday, die den ersten Platz der ZDF-Hitparade erreichte.
Mehrere Auftritte beim ARD und ZDF in Deutschland, SRF Schweiz, ORF Österreich und NOS Niederlande machten ihn bekannt. Seine Titel erschienen auch in französischer und englischer Sprache. Das Debüt in den USA gab er in Washington D.C., 1976 hatte er einen Auftritt in New York.

### Komponist und Produzent
Hoier komponierte und produzierte für Die Galaktischen 2, Jürgen Drews, Rattles, The Lords, Wencke Myhre, Hans Hartz und die Kastelruther Spatzen. 1988 formierte Achim Reichel die legendären Rattles wieder, mit denen Henner Hoier bis 1993 erfolgreich durch Deutschland und Europa tourte. Seit 1994 trat Hoier wieder mit der Neuformation der Rivets und auch als Solist auf.

### Musical
Ab September 1996 spielte Henner Hoier in Hamburg die Hauptrolle in 250 ausverkauften Veranstaltungen im Musical Only You im Neuen Theater am Holstenwall und ging damit im November und Dezember 1997 erfolgreich auf Tour durch Deutschland, Österreich und die Schweiz. Im Januar und Februar 1999 folgten weitere über 340 ausverkaufte Veranstaltungen mit Hoier. Daraus entstand die LP-CD Only You - „privat collection“.
Auch Ende 1999 und von 2001 bis 2002 gab es Only You-Tourneen mit ihm. Im Jahr 2000 war diese Rock-Tour wieder im Neuen Theater am Holstenwall in Hamburg zu sehen. Ab September 2003 spielte Henner Hoier im Theater am Holstenwall im neuen Musical Only You II Luna Hotel, mit dem er im Herbst auf Tournee ging. Hoier arbeitete anschließend an einen neuen Musicalkonzept und dessen Bühnenumsetzung für das Jahr 2004. Von 2005 bis 2006 war Hoier mit Only You II Luna Hotel in Deutschland, Österreich und der Schweiz auf Tournee.
2007 absolvierte Henner Hoier als Leadsänger und musikalischer Leiter der Original Singers zusammen mit einigen früheren Mitgliedern der Les Humphries Singers Auftritte in der Schaubude auf NDR III und Die Nacht des Deutschen Schlagers in Bad Segeberg. Unter der Leitung von Hoier wurde seit 2008 an einem musikalischen Konzept für weitere Produktionen im Sound der Les Humphries Singers gearbeitet. Hierzu gehört auch die mit Holger Bünning gemeinsam begonnene Arbeit an einem Musical, das sich auf die großen Hits der Les Humphries Singers stützt.